# 6 Гончих Псов
6 Гончих Псов (лат. 6 Canum Venaticorum), HD 108225 — двойная звезда в созвездии Гончих Псов на расстоянии приблизительно 264 световых лет (около 80,8 парсек) от Солнца. Визуальная звёздная величина звезды — +5,018m. Возраст звезды определён как около 490 млн лет.

## Характеристики
Первый компонент — жёлтый гигант спектрального класса G8III, или G9III, или K0. Масса — около 2,49 солнечной, радиус — около 10,384 солнечного, светимость — около 60,956 солнечной. Эффективная температура — около 5007 K.
Второй компонент — коричневый карлик. Масса — около 15,88 юпитерианской. Удалён в среднем на 2,105 а.е..